# Henry Bolo
Pour les articles homonymes, voir Bolo (homonymie).
Henry Bolo, né le 16 février 1858 à Saint-Étienne et mort le 21 mars 1921, est un prêtre, polémiste et écrivain catholique.

## Biographie

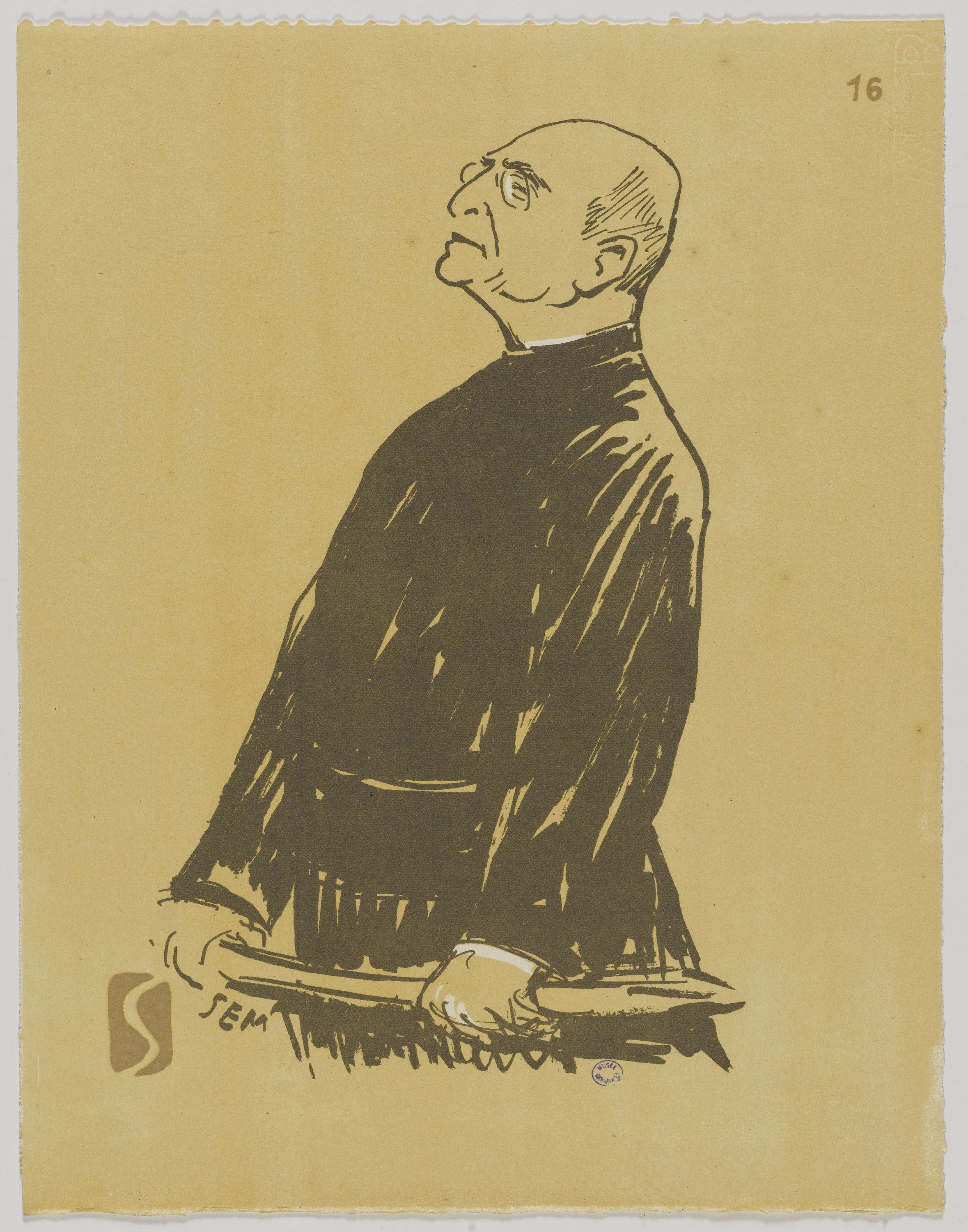
Lors de l'affaire Bolo-Pacha, son frère, par SEM.

Petit-fils d'un notaire des Bouches-du-Rhône, fils d'un clerc de notaire provençal, il est le frère de l'aventurier Paul Bolo dit Bolo Pacha, condamné à mort et exécuté en 1918 pour intelligence avec l'ennemi.
Il effectue sa scolarité au lycée Thiers de Marseille.
Ordonné prêtre en 1881, il est vicaire de la paroisse Saint-Michel de Marseille. Il s'adonne très tôt à la prédication et publie des ouvrages religieux. Ses livres sont caractérisés par une liberté de langage et par un ralliement aux idées les plus neuves. Il attaque violemment le conservatisme, et cherche à devenir évêque.
Recommandé par le député Étienne, au ministre Louis Ricard, sa candidature échoue à la suite d'un avis défavorable du préfet qui y voit un adversaire de la République en 1892. Il devient alors vicaire général de l'évêque de Saint-Denis-de-la-Réunion Antonin Fabre (ru). Il rentre pour des raisons de santé à Marseille en 1895. Il est alors nommé par Charles Dumay vicaire général de l'évêque de Laval Pierre Geay.
Les relations entre les deux hommes se détériorent assez rapidement. Les ambitions de Bolo sont sans frein. Il entre en conflit avec son évêque, du fait d'une incompatibilité d'humeur et aussi parce que, étant le seul Dreyfusard qui se soit manifesté dans le département de la Mayenne, Bolo pratique la surenchère contre les opinions de l'évêque et des autres Royalistes.
Il cherche à devenir évêque en Algérie. Après une séparation à la mi-février 1898, Bolo quitte Laval en octobre 1898, après de nouveaux incidents évoqués dans la presse, avec même des menaces de part et d'autre. Il se rapproche alors de l'évêque de Tours, Mgr René François Renou, mais échoue dans sa demande ultime à l'épiscopat en 1900.
Il devient protonotaire apostolique en 1904. Il fait parler de lui en décembre de la même année, lorsque, appelé à prêcher l'Avent à l'église Saint-Pierre-de-Chaillot, il proteste contre une annonce de la Semaine religieuse de Paris, qui suivant une tradition diocésaine, lui refuse son titre romain. Il fait alors figure de prédicateur mondain. À la veille de la Loi de séparation des Églises et de l'État, il lance une publication L'association paroissiale, bulletin et propagateur des associations paroissiales de France. Après la séparation, tirant les leçons de la faillite du vieux clergé, il se fait l'avocat des prêtres ouvriers, et exhorte le clergé à être de son temps.